# アーネスト・ギムソン
アーネスト・ギムソンまたはアーネスト・ジムソン（Ernest William Gimson 、発音:/ˈdʒɪmsən/; 1864年12月21日 - 1919年8月12日）はイギリスの家具デザイナー、建築家である。19世紀後半にウィリアム・モリスが主導した、アーツ・アンド・クラフツ運動の最も影響力のあるデザイナーの1人とされる。

## 略歴
レスターのエンジニアで鋳物工場などの経営者の息子に生まれた。レスターの建築家、バラデール(Isaac Barradale)のもとに弟子入りし、1881年から1885年まで働いた。19歳の時、レスターで開かれた、ウィリアム・モリスの講演会で、美術と社会主義に関する講演を聞き、強い感銘を受け、講演後、モリスと朝まで語りあったとされる。
建築の仕事の経験を積み、レスターの技術学校( Leicester School of Art、後のデ・モントフォート大学）で学んだ後、21歳になったギムソンは経験を積むためにモリスの推薦状を持ってロンドンに移った。
ロンドンでは建築家のセディング(John Dando Sedding)と働き、セディングの事務所の隣にあった、モリス商会のショールームで、アーツ・アンド・クラフツ運動の成功を知ることができ、運動の中で家具を製造したバーンズレー兄弟と友人になった。しばらくなどにヨーロッパに旅した後、ロンドンでの活動を再開し、1889年にはモリスが創立した古代建造物保護協会(Society for the Protection of Ancient Building)のメンバーになった。1890年にシドニー・バーンズレーらと家具製造の会社、Kenton and Co.の共同設立者になったが、会社は短命に終わった。
1893年にバーンズレー兄弟とグロスタシャーのコッツウォルズに移り、後援者を得て活動し1900年にサイレンセスターに家具工房を開き、後に工場をサッパートンに移し家具のデザインをした。

## 作品

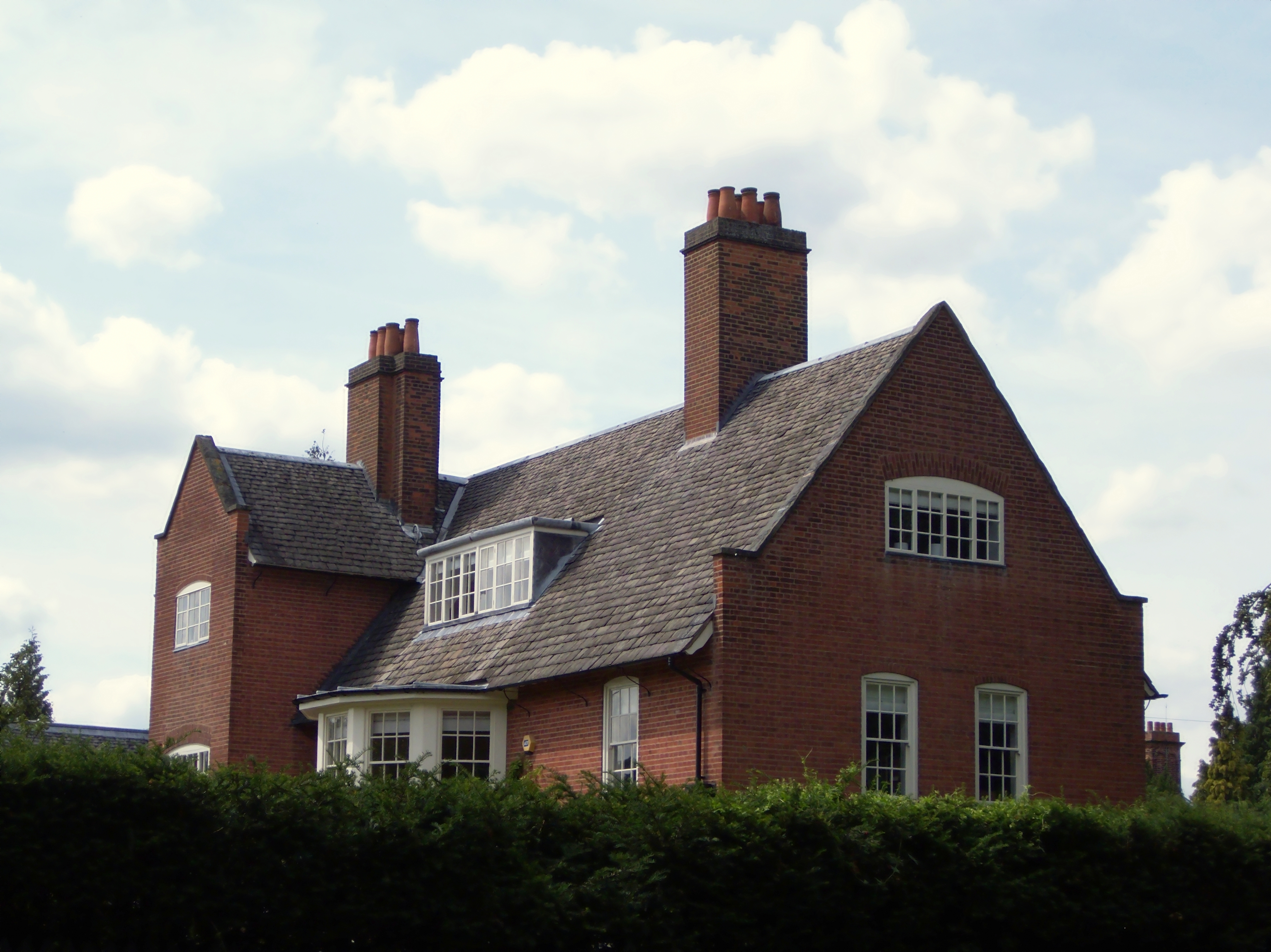
Inglewood House
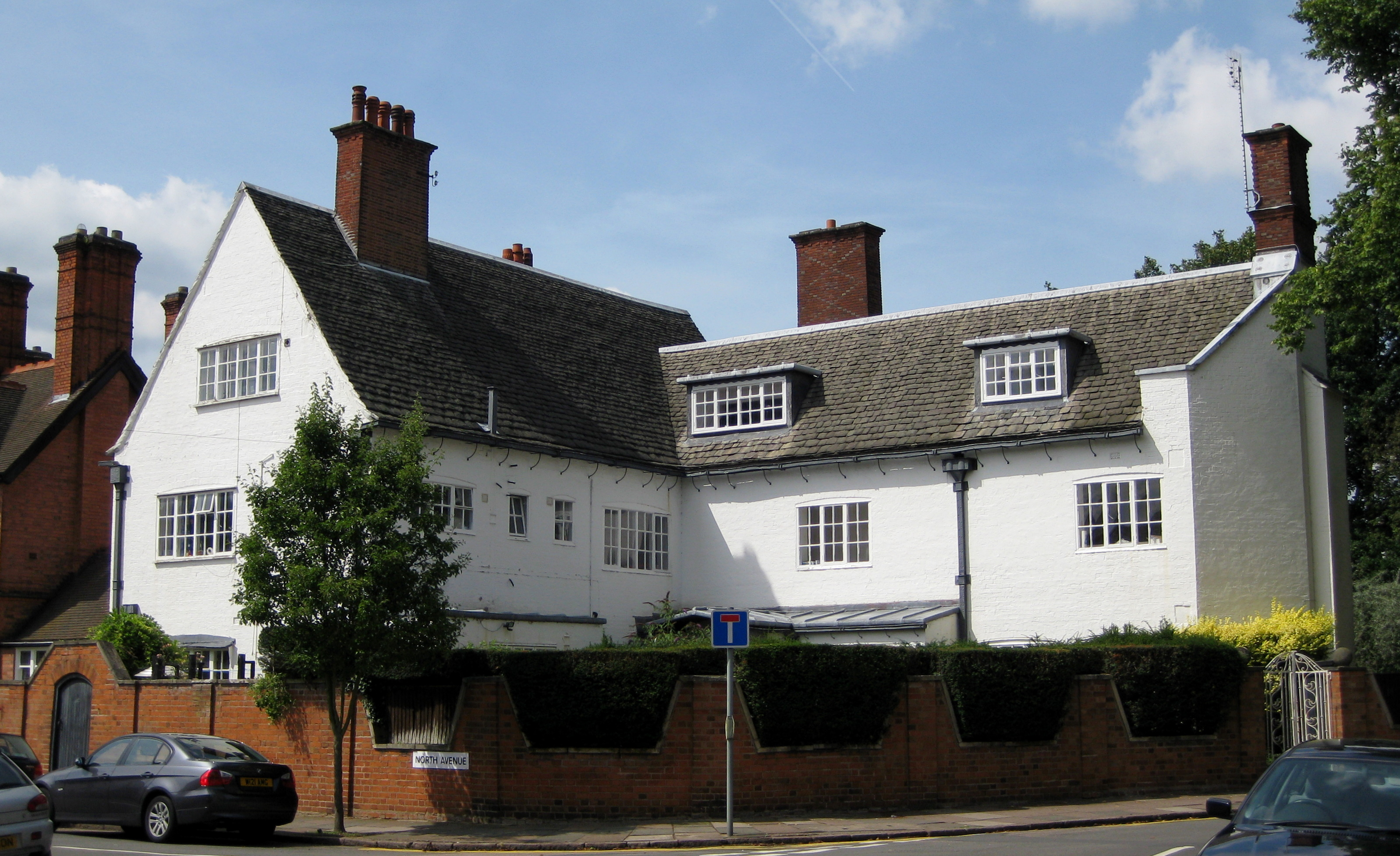
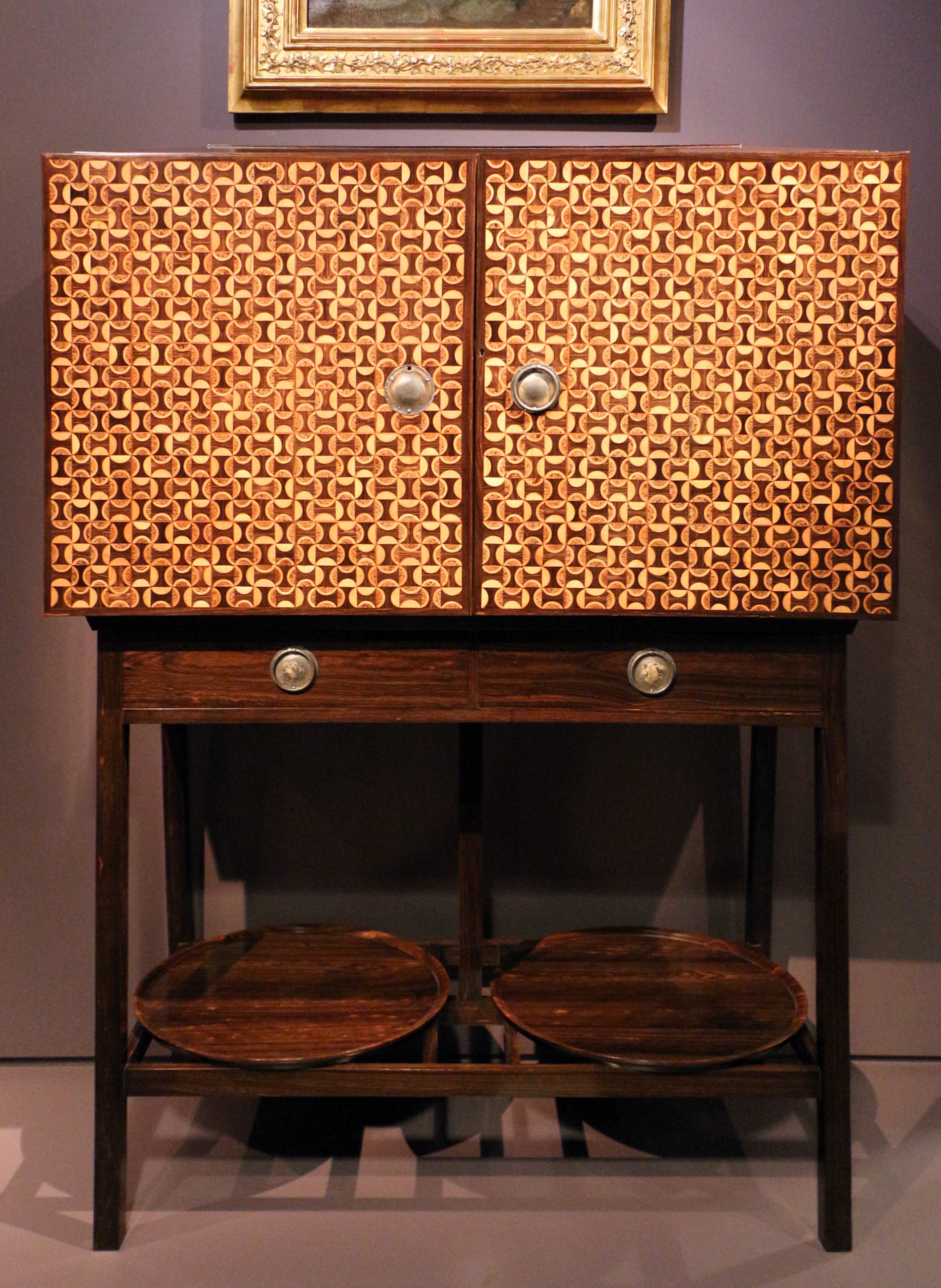
Kenton and Co.時代に設計した家具
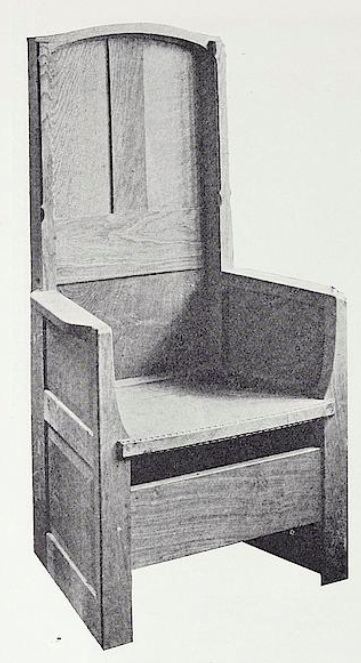
家具